# Babruisk

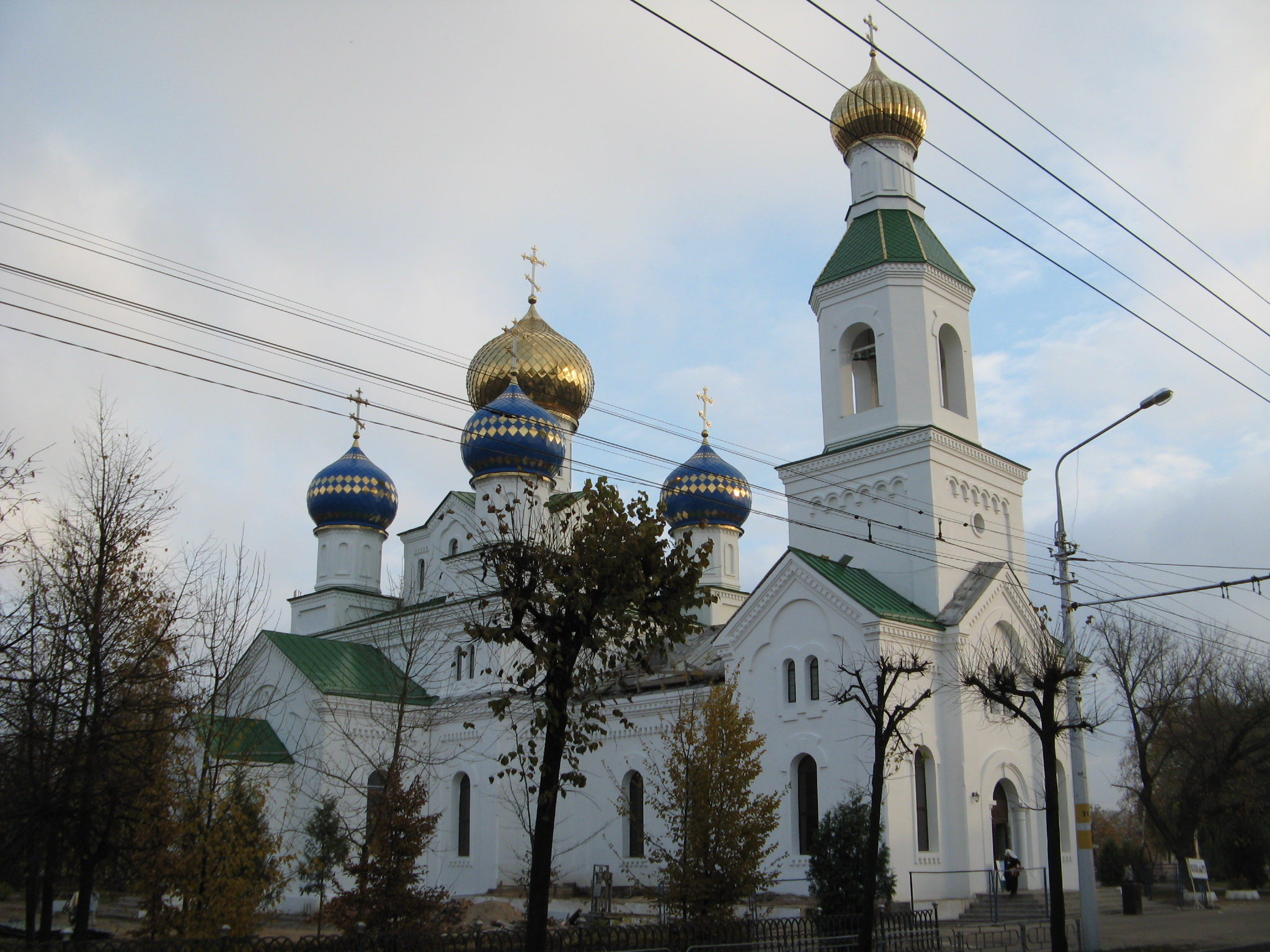
La catedral ortodoxa de Sant Miquel de Babruisk, reconstruïda entre el 2006 i el 2009

Babruisk (en belarús, Бабруйск) o Bobruisk (en rus, Бобруйск) és una ciutat de la província de Mahiliou a Belarús, sobre el riu Berézina.
És una gran ciutat dins el seu país, amb una població de 227.000 persones (2000). El nom de Babruisk prové probablement de la paraula belarussa babior (бабёр): castor, pels que solien habitar en el Berézina.
No obstant això, els castors en la zona foren gairebé eliminats a la fi del segle xix a causa de la caça i la contaminació.
Babruisk ocupa una àrea de 66 quilòmetres quadrats i comprèn més de 450 carrers, la longitud dels quals s'estén per més de 430 km.
Està situada a l'encreuament de les vies fèrries d'Asipóvitxi, Jlobin i Kastrítxnitski i les carreteres a Minsk, Hómiel, Mahiliou, Kalínkavitxi, Slutsk i Rahatxou.
Té la major serradora de Belarús, i és també coneguda per la seva indústria química i la maquinària.
L'any 2003, hi havia 34 escoles públiques a Babruisk, amb més de 34.000 alumnes. També hi ha tres escoles especialitzades en música, dansa i arts visuals. A més, hi ha una escola de medicina i nombroses escoles tècniques professionals.

## Galeria

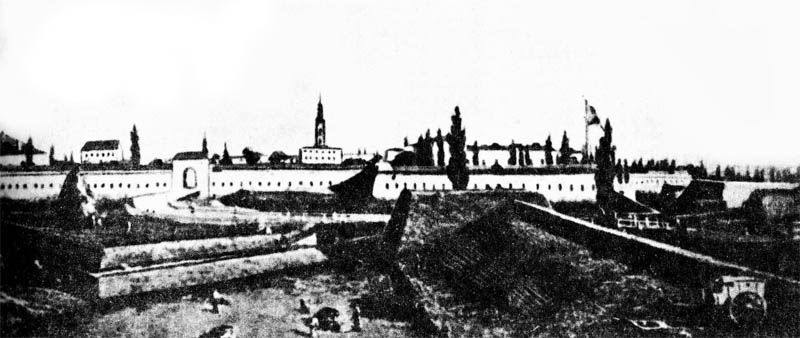
La fortalesa de Babruisk el 1811
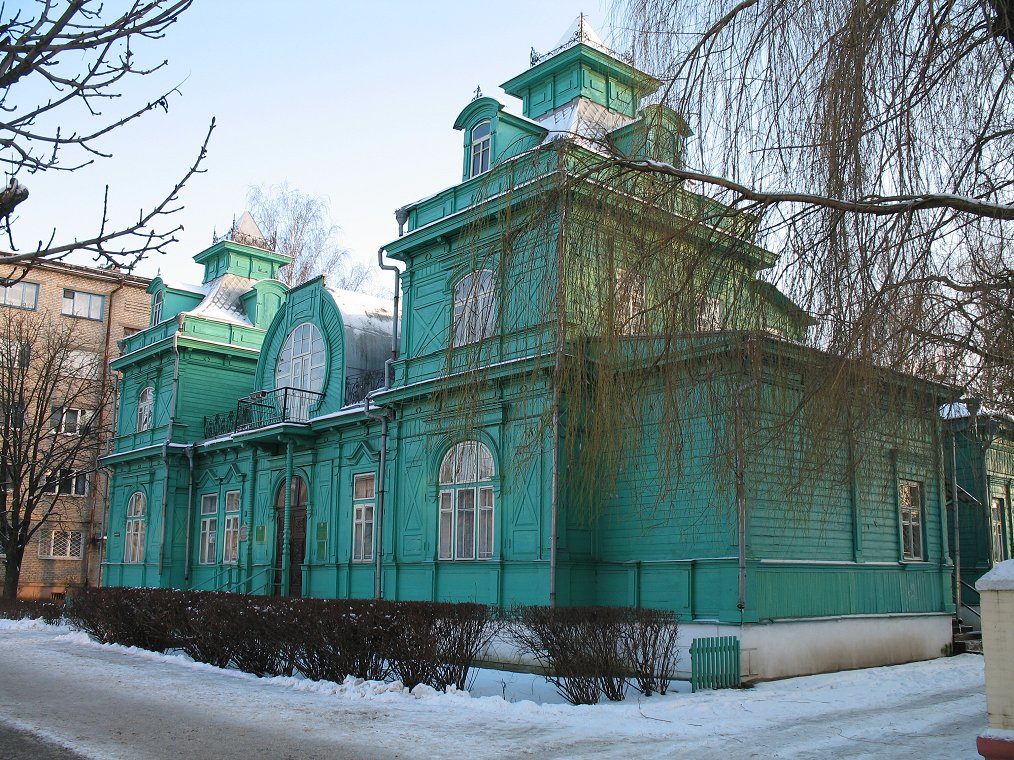
L'antic edifici de la biblioteca
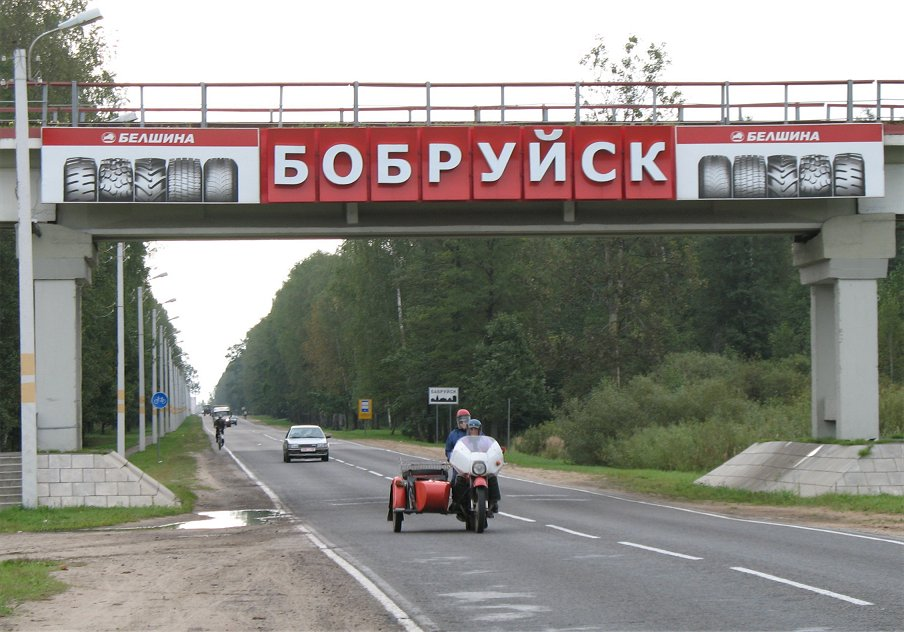
L'autopista de Minsk
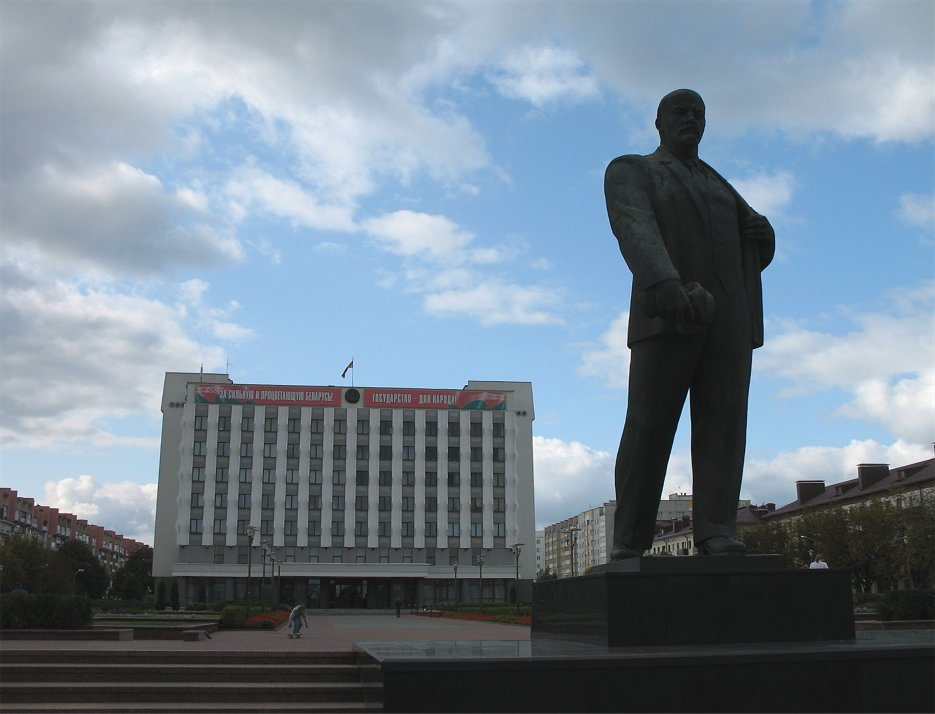
Ajuntament de Babruisk i monument a Lenin
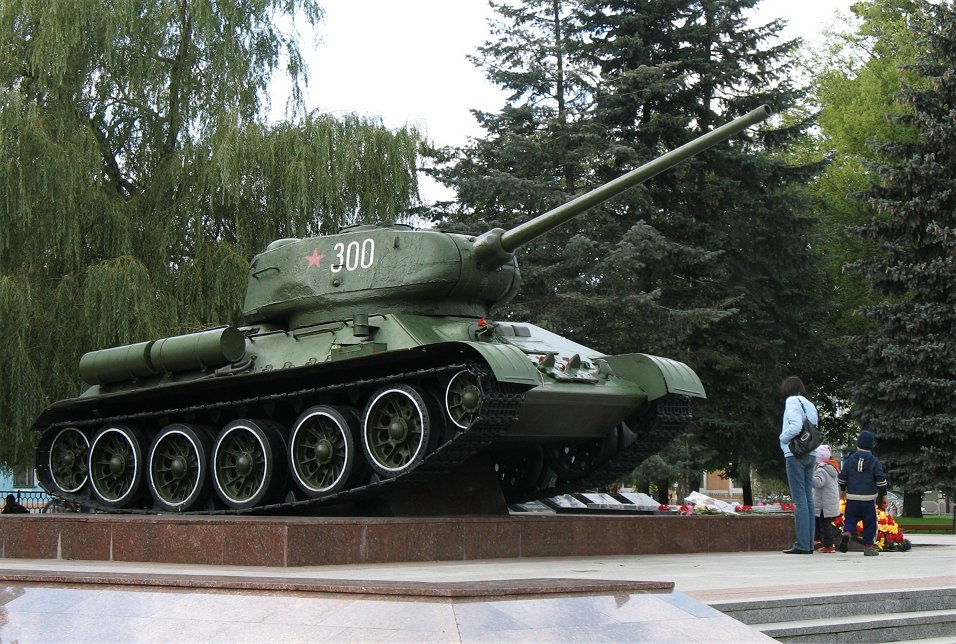
Tanc soviètic que commemora l'alliberament de la ciutat dels nazis
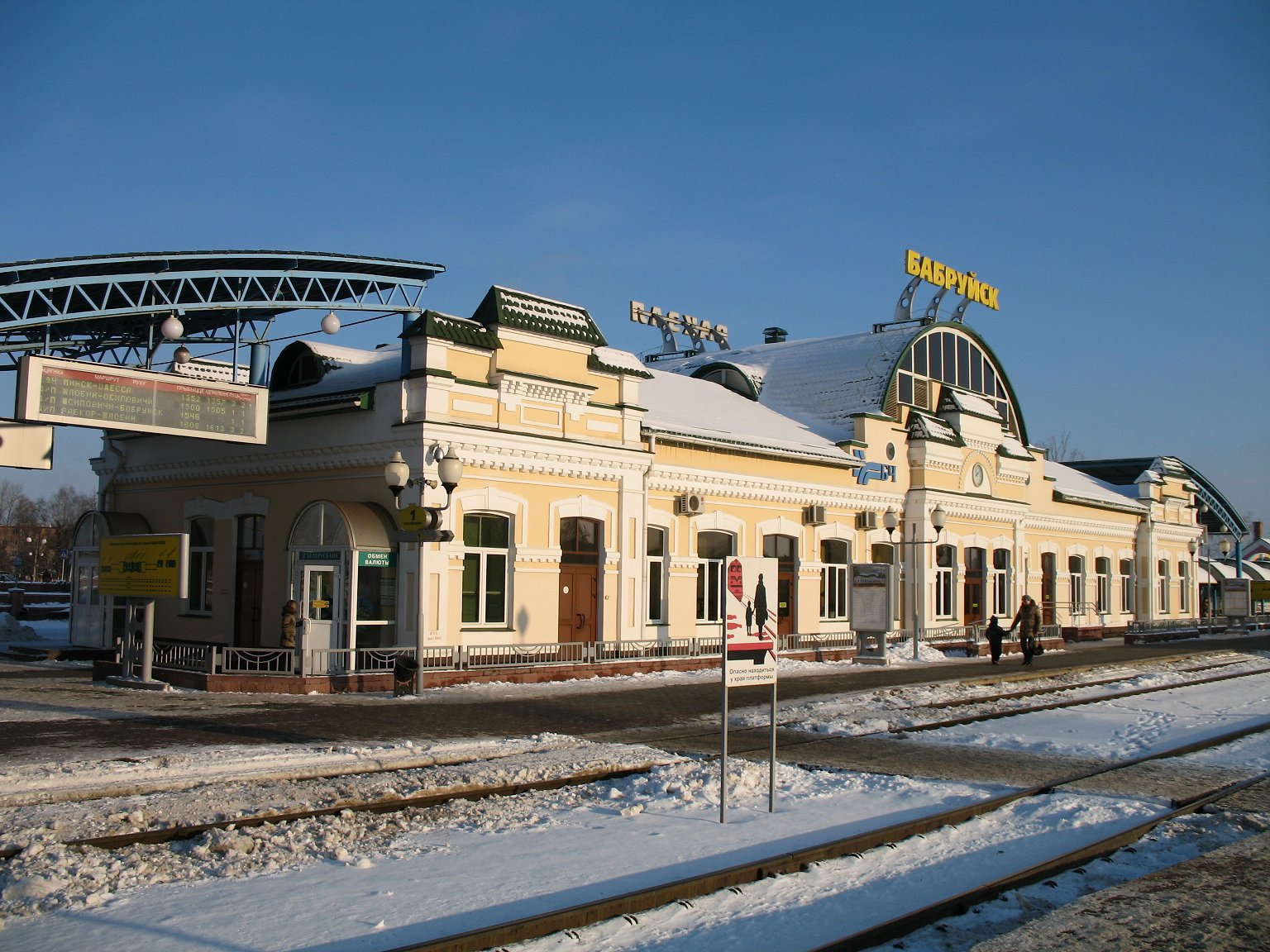
Estació ferroviària de Babruisk
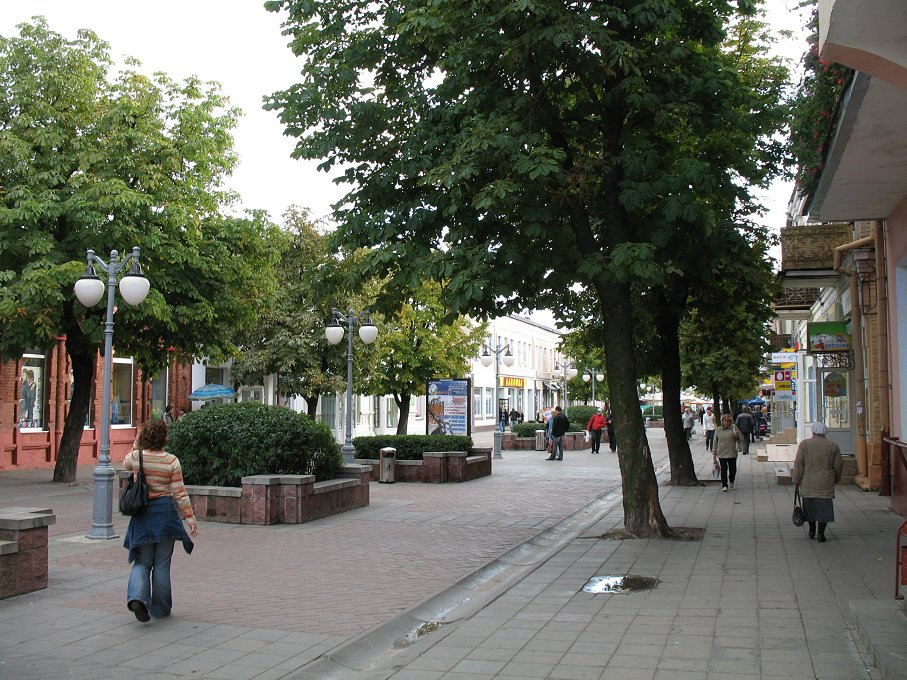
Carrer del centre de Babruisk